# Федькин, Алексей Александрович
Алексей Александрович Федькин (род. 19 апреля 2002 года) — российский пловец в ластах, заслуженный мастер спорта России.

## Карьера
С первого класса тренируется в орской ДЮСШ «Надежда».
Учился в  Санкт-Петербургском училища олимпийского резерва, но продолжает выступать за сборную Оренбургской области по подводному спорту, а по плаванию — за Санкт-Петербург. В настоящее время[какое?]  - студент Университета физкультуры и спорта имени П.Ф.Лесгафта в Санкт-Петербурге
На чемпионате мира 2018 года завоевал две серебряные награды — на дистанциях 50 и 100 метров в классических ластах. Приказом министра спорта РФ № 7-нг удостоен почётного звания заслуженный мастер спорта России.
На чемпионате мира 2021 года победил на трёх дистанциях, а также завоевал серебро в составе смешанной четвёрки. Является рекордсменом мира.